# 레이저 프린터

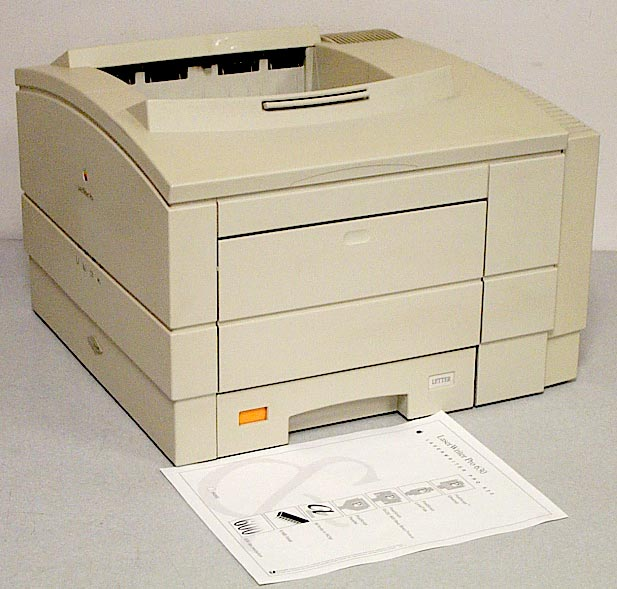
레이저프린터

레이저 프린터(laser printer)는 복사기와 같이 탄소 토너를 이용하여 인쇄하는 프린터를 말한다.
인쇄 원리는 복사기와 비슷하다. 인쇄 할 자료를 레이저 광으로 바꾸어 광전 드럼에 반사경을 통해 비춘다. 그리하여 가루 토너가 드럼에 닿게 되면 레이저 광이 비추는 곳에만 토너가 묻어난다. 이 드럼에 종이가 닿으면 토너가 종이에 달라붙어 인쇄가 된다.
장당 인쇄를 할 정도로 속도가 빠르고 선명해서 사무용 또는 북디자인시 본문시안출력용으로 널리 사용되고 있다. 흑백 레이저 프린터와 컬러 레이저 프린터로 구분된다.

## 역사
레이저 프린터를 제일 먼저 상품화한 것은 IBM이다. 하지만 IBM이 시장에 진출하기 3년 전에 레이저 프린터의 실용 모형을 처음 개발한 쪽은 제록스였다. 제록스는 이 모형의 상품화를 미루었다. 그 결과 IBM의 레이저 프린터가 출시된 뒤에, 제록스 9700(Xerox 9700)이라는 제품이 세상에 나왔다. 1980년대 초까지만 해도 제록스는 대형 레이저 프린터의 경우 전문 시장에서 10만 달러 이상을 받았으며, 싼 모델의 경우 적어도 3만 달러 선에서 팔았다. 이와는 대조적으로 대량 소비시장의 가능성을 간파한 캐논은 몇 천 달러에 팔 수 있는 개인용 레이저 프린터를 개발했다. 일본의 캐논은 미국의 동업자가 이 제품을 판매하길 원했다. 캐논이 처음 선택한 회사는 제록스였다. 그러나 자사의 기술력을 자신한 제록스는 캐논 제품이 겨냥한 대량 소비시장을 내다보지 못한 관계로 그 제의를 거절했다.

## 위험성 및 유해성

### 토너 청소
레이저 프린터의 토너 입자는 정전기적 특성을 갖기 때문에 토너 입자를 진공청소기로 빨아 들일경우 청소기 호스에서 대전되어 청소기의 먼지봉투 속의 먼지를 점화시키거나 폭발을 일으킬 수 있다. 또한 토너 입자는 매우 작기 때문에 필터 성능이 좋지 않은 진공청소기로 빨아들일 경우 이러한 입자가 방 안에 다시 흩뿌려져 호흡기에 유해할 수 있다.

### 오존 유해성
프린터 속의 고전압은 코로나 방전을 일으켜 오존과 질소산화물과 같은 유해 물질을 생성할 수 있다. 대형 상업용 프린터나 복사기의 경우 프린터나 복사기 내의 환기구의 카본필터가 이러한 산화물을 분해해서 사무실 내의 공해를 방지할 수 있게 만들어져 있다.
그러나, 이러한 필터가 있더라도 일부 오존은 필터에서 통과할 수도 있으며, 소형 프린터의 경우에는 이러한 필터가 거의 채택되지 않는다. 레이저 프린터나 복사기를 오랜 시간 좁고 환기가 잘 되지 않는 공간에서 구동할 경우 오존의 냄새나 자극이 느껴질 정도까지 농도가 상승하게 된다. 잠재적인 유해성은 이론상으로 이러한 극단적인 환경에서 가능하다.

### 호흡기 위험성
호주의 퀸즐랜드 공과대학교의 연구에 따르면, 일부 프린터는 일부 전문가들이 호흡기 질환의 원인으로 추정하는 마이크로미터보다 작은 크기의 미립자를 배출하는 것으로 알려져 있다. 퀸즐랜드 공과대학교에서 조사한 62개의 프린터중에서 17대가 높은 미립자를 배출하고 있는 것으로 발견 되었다. 똑같은 모델의 프린터라도 이러한 유해 미립자의 배출량은 기기에 따라 크게 차이가 났다.

## 같이 보기
- 데이지 휠 프린터
- 염료승화인쇄
- 고체 잉크
- 감열식 인쇄